# 心理的リソース
心理的リソース（しんりてきリソース、Positive psychological capital）とは、高い自己効力感、楽観性、希望、レジリエンスによって特徴づけられる、個人のポジティブな発達状態と定義される。

## 導入
何十年もの間、心理学は主に精神疾患の治療を扱うものというイメージが強かったが、その他の研究分野や応用分野はその起源から存在していた。20世紀末、心理学における新たなアプローチ、ポジティブ心理学が人気を博した。
人類の最適な機能の研究であるポジティブ心理学は、心理学が歴史的に精神的な健康よりも精神的な病気を重視してきたことに内在する体系的な偏りに対応する試みであり（マーティン・セリグマン、2002)、主に、忘れられてはいるが古典的な2つの心理学的目標に焦点を当てる：
- 一般の人々がより生産的で有意義な生活を送れるように支援する。
- 人間の中に存在する可能性の完全な実現。

アメリカ心理学会の元会長であるマーティン・セリグマンは、任期中のテーマとしてポジティブ心理学を選択して以来、この分野ではより実証的な研究と理論的発展が生まれた。
ポジティブ心理学の２つの新しい分野は、産業組織の世界において導入されている。
- ポジティブ組織学ーキム・キャメロンと同僚らによって創始されたーは、危機時に組織の機能を保つ、組織のポジティブな特性を強調する研究分野である。
- ポジティブな組織行動 (Positive organizational behavior, POB) ーフレッド・ルータンズによる研究ーは発展の余地があり、従業員の望ましい態度、行動、パフォーマンスに影響を与える、ポジティブな心理状態について、有効的な尺度を当てている。

ポジティブ心理学の概念と実証的研究に基づき、POBの科学的包含条件を最も満たす4つの心理的リソースが決定された。それは、希望、自己効力感、レジリエンス、楽観主義であり、ルータンズらによって、心理的資本 (Psychological Capital)、あるいは、ポジティブPsyCapと名づけられた。PsyCap を構成する4つの要素を組み合わせると、それぞれを単独で使用するよりも、満足度とパフォーマンスとの関係が強い二次の構成要素となることが経験的に決定的になった。4つの要素とは以下の通り
⚫︎ 希望　ー　ポジティブにモチベーションを持てる状態と定義され、その状態では、主体性のある成功感 (あるいは目標の定まった決意) と経路 (それらの目標を達成するための積極的な計画) という2つの要素が相互作用する。
⚫︎ 自己効力感　ー　特定の状況下で、特定の目標を達成する能力に対する、人々の自信として定義される。
⚫︎ レジリエンス　ー　ポジティブ心理学では、逆境や苦痛に前向きに対処する方法と定義されている。組織的な側面では、ストレス、対立、失敗、変化、または責任の増加などの状況から回復する能力と定義される。
⚫︎ 楽観主義　ー　セリグマンが帰属理論によって定義した。楽観主義的な人とは、ポジティブな出来事に対して「内部的」あるいは「性質的」で固定的かつ全体的な帰属を示す人で、ネガティブな出来事に対しては「外部的」あるいは「状況的」で、固定的かつ特定的な帰属を持たない人と定義される。PsyCap における楽観主義は、ある従業員ができることとできないこととを考慮した、現実的な概念であると考えられており、楽観主義は自己効力感と希望を強化する。
ルータンズは2014年に、これら4つの心理的資本を構成する基準を満たす、ポジティブな心理的リソースを『自分の中にいるヒーロー (HERO Within)』と呼んだ。

## 様々な組織成果との関係
PsyCap は従業員にとってふさわしい態度、行動、パフォーマンスと正の相関関係がある
51の独立したサンプルのメタ分析によると、望ましい態度 (例: 満足感、コミットメント、幸福感)、行動 (例: 社会人としての責任あるあり方)、パフォーマンス (自己の、上司からの評価、客観的な) と PsyCap との間には、強力で重要な前向きの関係があり、望ましくない態度 (例: 皮肉、ストレス、解職への意図)、行動 (例: 逸脱した行為) へのネガティブな関係あることが判明した。
PsyCap は従業員のパフォーマンスとお互いにサポートし合う雰囲気との間の仲介をする
組織の安定した成長のためには、その中で働く人材にとって PsyCap とポジティブにお互いをサポートし合う雰囲気が必要である。サポートし合う雰囲気とは、従業員が成すべきことを全うするために、同僚、組織の他の部門、上司から受ける総合的なサポートを意味する。
PsyCap の高い従業員は、組織の変革を効果的に助ける
組織の変革とは、組織の目標と現在の成果との間にギャップがある場合、環境がそれを悪化させるということがないようにすることである。多くの場合、従業員は経営者が指示する新しい戦略に従って、より少ないリソースで調整したり行動したりする責任がある。組織の変革の時には、従業員の PsyCap の様々な側面がテストされる ー 彼らは新しい行動方法を学び、自信をもって行ない、危機から立ち直り、効率的に対処し、より良い未来を信じる必要がある。PsyCap とポジティブな感情は、個人的要因が組織変革を促進する例である。ポジティブな変化とは、組織が自らの利益のために経験するあらゆる変化と定義され、ネガティブな結果よりもポジティブな心理的および行動的影響をもたらす。ポジティブな感情の役割は、従業員が視点を広げることで、組織の変化に対処できるようサポートし、オープンな意思決定を奨励し、対処に不可欠な活力を与えることである。この相互作用は、PsyCap がポジティブな感情を通して、働く者の態度や行動に影響を与え、ひいては組織変革に影響を与える。
PsyCap は開発可能である
実証的研究においても、長期的研究においても、PsyCap の状態に似た性質はそれを開発して、パフォーマンスを向上させられることが示された。
PsyCap は仕事をこえて、人間関係や健康など、他の生活領域にも拡張できる
最近の研究では、「人間関係の PsyCap」と「健康の PsyCap」の測定値が、個人の満足度評価にそれぞれ関係していることが判明した。人間関係の場合は家族や友人と過ごした時間、健康の場合はコレステロールやBMIなどの望ましい客観的な結果などである。これら3つを仕事の満足度と組み合わせると、全体的な幸福感に関係する。
約10年間の理論構築と研究を経て、PsyCap は世界中で広く認知されており、ポジティブリーダーシップや、ビジネス、健康、教育、軍事、スポーツなど、あらゆる種類の組織における人材開発およびパフォーマンス管理プログラムの領域で活用されている。